# Deutsches Evaluierungsinstitut der Entwicklungszusammenarbeit
Das Deutsche Evaluierungsinstitut der Entwicklungszusammenarbeit (DEval) ist ein eigenständiges Evaluierungsinstitut im Politikfeld der Entwicklungszusammenarbeit und zugleich Ressortforschungseinrichtung des Bundes. Die gemeinnützige Gesellschaft mit beschränkter Haftung mit Sitz in Bonn wurde 2012 gegründet.

## Aufstellung und Institutszweck
Aufgabe des Instituts ist es, durch Evaluierungsarbeit Veränderungen im Hinblick auf Wirksamkeit, Nachhaltigkeit und Wirtschaftlichkeit der deutschen und internationalen Entwicklungszusammenarbeit anzustoßen. Durch seine Arbeit unterstützt das Institut die Bundesregierung und insbesondere das Bundesministerium für wirtschaftliche Zusammenarbeit und Entwicklung mit dem Ziel, die Instrumente und Programme der deutschen Entwicklungszusammenarbeit evidenzbasiert zu gestalten. Darüber hinaus unterstützt das DEval den Deutschen Bundestag darin, seine Kontrollfunktion gegenüber der Exekutive wahrzunehmen und Initiativen für die Ausgestaltung der Entwicklungspolitik der Bundesrepublik mit Evidenz zu unterlegen.

## Handlungsfelder
Hauptzweck ist die Durchführung von strategisch und politisch relevanten Evaluierungen auf dem Gebiet der deutschen Entwicklungszusammenarbeit. Darüber hinaus arbeitet das Institut an der (Weiter-)Entwicklung von Evaluierungsmethoden und -standards und führt auch Maßnahmen zur Stärkung von Evaluierungskapazitäten in Entwicklungs- und Schwellenländern durch. Bei der Ausgestaltung dieser Handlungsfelder ist das Institut im Schnittfeld zwischen Politik und Wissenschaft angesiedelt. Gleichzeitig ist ein Großteil seiner Evaluierungsarbeit angewandte Forschung. Entsprechend ist das Institut auch in Evaluationsforschung und Entwicklungsforschung vernetzt.

## Evaluierungen / Veröffentlichungen
Das Evaluierungsprogramm wird vom DEval in einem konsultativen Prozess erstellt, in den Vorschläge aus dem Bundesministerium für wirtschaftliche Zusammenarbeit und Entwicklung (BMZ), aus dem parlamentarischen und gesellschaftlichen Raum und aus dem DEval selbst eingebracht werden können. Alle durchgeführten Evaluierungen werden auf der Website des Instituts veröffentlicht.

## Methoden und Standards
Eine zentrale Aufgabe des DEval ist die Weiterentwicklung von Evaluierungsstandards sowie qualitativen und quantitativen Methoden Schwerpunkte sind:
- Analyse von Kausalmechanismen im Kontext komplexer Evaluierungen
- Nutzung von Fernerkundungsdaten zur Verbesserung des Katastrophenrisiko-Managements und der Anpassung an den Klimawandel
- Georeferenzierung
- Text Mining in Evaluierungen
- Durchführung von rigorosen Wirkungsevaluierungen[6] in der deutschen Entwicklungszusammenarbeit
- Weiterentwicklung von Monitoring, Evaluierung und Steuerung[7]

## Organisation
Alleinige Gesellschafterin ist die Bundesrepublik Deutschland, vertreten durch das Bundesministerium für wirtschaftliche Zusammenarbeit und Entwicklung. Darüber hinaus hat das DEval einen Beirat, dem u. a. Mitglieder des deutschen Bundestags, Experten aus Wissenschaft und Forschung, Vertreter der Zivilgesellschaft sowie staatlicher Durchführungsorganisationen der Entwicklungszusammenarbeit angehören. Die Evaluierungsarbeit des Instituts erfolgt wissenschaftlich unabhängig von der Gesellschafterin und anderen Entwicklungsorganisationen.
Das DEval hat mehr als 100 Beschäftigte und wird von Jörg Faust geleitet.